# Коупавогур (футбольний клуб)
«Коупавогур» (ісл. Handknattleiksfélag Kópavogs) — ісландський футбольний клуб із однойменного міста, заснований 1970 року. Виступає в найвищому дивізіоні Ісландії.

## Історія
Початок клубу бере з 1969 року, але офіційно він створений 26 січня 1970 року. Спочатку клуб складався лише з гандбольної команди, а футбольна команда була створена в 1992 році. Влітку 2007 «Коупавогур» дебютував у найвищому дивізіоні Ісландії. Наступного сезону клуб вибув до першого дивізіону, а у 2011 до другого дивізіону.
2019 року футбольний клуб повернувся до Урвалсдейлд.

## Відомі вихованці клубу
- Рюрік Гісласон[1]
- Гольмар Орн Ейольфссон[2]